# Rajd Warszawski 1987
Rajd Warszawski 1987 – 21. edycja Rajdu Warszawskiego. Był to rajd samochodowy rozgrywany od 17 do 18 października 1987 roku. Była to szósta runda Rajdowych Samochodowych Mistrzostw Polski w roku 1987. Rajd składał się z dwudziestu pięciu odcinków specjalnych. Rajd rozgrywany był na nawierzchni szutrowej i asfaltowej. Zwycięzcą został Marian Bublewicz.

## Wyniki końcowe rajdu[1][2]
| Miejsce | Kierowca            | Pilot                  | Samochód               | Czas    | Strata | Grupa Klasa |
| ------- | ------------------- | ---------------------- | ---------------------- | ------- | ------ | ----------- |
| 1       | Marian Bublewicz    | Ryszard Żyszkowski     | FSO Polonez 2000 Turbo | 2:09:21 | -      | B-21        |
| 2       | Tamas Harasi        | Gyoergy Harasi         | Lada VAZ 2105 VFTS     | 2:23:12 | +13:51 | B-21        |
| 3       | Timo Kuivinen       | Stanisław Kozłowski    | Mazda 323 4WD          | 2:24:02 | +14:41 | N-02        |
| 4       | Ryszard Trzciński   | Maciej Hołuj           | Lada VAZ 2105 VFTS     | 2:24:56 | +15:35 | B-21        |
| 5       | Piotr Kufrej        | Andrzej Baran          | FSO 1600 A             | 2:26:22 | +17:01 | A-14        |
| 6       | Ryszard Adamek      | Janusz Bronikowski     | FSO Polonez 2000       | 2:26:26 | +17:05 | B-21        |
| 7       | Dariusz Poletyło    | Zbigniew Atłowski      | FSO 1600               |         |        | A-14        |
| 8       | Wiesław Stec        | Jerzy Bigos            | Opel Manta 2.0 E       |         |        | P-31        |
| 9       | Krzysztof Hołowczyc | Joanna Gębik           | FSO 1500               |         |        | A-14        |
| 10      | Michał Kulikowski   | Sławomir Walentynowicz | Lada VAZ 2105 MTX      |         |        | B-21        |
| 11      | Robert Kępka        | Adam Mazurek           | Polski Fiat 126p 650   | 2:32:26 | +23:05 | A-11        |
| 12      | Waldemar Kramarz    | Andrzej Mocie          | FSO 1300               | 2:33:17 | +23:56 | A-12        |
| 12      | Janusz Makówka      | Marek Leśniak          | FSO 1500               |         |        | N-02        |

1. 1 2  Nieliczony w klasyfikacji RSMP